# アンタルヤ県
アンタルヤ県（アンタルヤけん、アンタリヤ県とも、トルコ語: Antalya ili [anˈtalja ili]）は、南西トルコの地中海地方にある県。西にムーラ、北西にブルドゥル、北にウスパルタ、北東にコンヤ、東にカラマン、メルスィンの各県と接する。南の地中海岸と、北部のトロス山地に挟まれている。
トルコの観光業の中心地であり、トルコへの旅行者のおよそ30%はこの地を訪れると言う。657kmもある長い浜辺、港、世界遺産であるクサントスを含む多くの古代の都市が散見される。アンタルヤ大都市自治体とは同一の範囲である。約714,000人の人口がある。
アンタルヤはトルコでも著しく発展中の地域である。1990年代は国土全体の人口増加率1.83%を上回る年率4.17%で人口が増えた。急速な都市化、交通の便の改善による旅客の増加、地中海海岸線の開発によるものと考えられる。
この県の名前は県都と同じであり、紀元前2世紀にこの街を作った、ペルガモン王国のアッタロス2世大王に由来している。歴史的に多くの民族に統治されたため、この県には多くの遺跡、遺構が残っている。また、3つの自然公園、3つの特別保護地域が設けられており自然も豊かである。

## 歴史

### 古代
アンタルヤには先史時代から入植が見られる。アンタルヤの北のカラインの洞窟では旧石器時代初期までさかのぼった人間の痕跡が見られ、他にも中期石器時代、新石器時代と幾多の多くの時代の痕跡があり、様々な文明の人々が住んでいたことが伺われる。
ヒッタイト時代に「ルッカランド」としての言及が記録されるまではこの地の歴史は謎である。紀元前2千年紀にはルッカランドの人であるリュキア人は、巧みな操船術での海賊行為や激しい独立精神が知られていた。ヒッタイト帝国も、その西隣のアルザワ王国もリュキア人との平和を保つのは容易ではなかった。
古代ギリシヤ人はこうした独立したこの地の都市群を総称してパンフィリアと呼んだ。これらの都市ではその後連合が組まれた。トロイ戦争（紀元前1200年中期）後、ギリシア人がこの地に移住を開始、海岸線や内陸部にギリシアの植民都市が形成された。ギリシア時代、アンタルヤの西部地方はリュキア、東はパンフィリアと呼ばれた。さらに遠くの東方はキリキアが、北部にはピシディアがあった。古代ローマに征服されるまでリュキア王国は世界最初の民主的な国家であったと言われる。
紀元前7世紀からこの地は常にリディア王国の一角であったが、紀元前546年のサルディス攻囲戦でキュロス2世率いるアケメネス朝ペルシア軍に征服された。
マケドニア王国のアレクサンドロス3世は紀元前334年頃、この地の都市国家を一つ一つ征服、紀元前333年にはテルメッソとスィリリョンだけがアレクサンダーを撃退した。紀元前323年のアレクサンダー大王の死後、その配下の司令官たちの争いは紀元前188年まで続いた。
セレウコス朝はその後衰退、ペルガモン王国の治世が始まり、この後すぐにアッタリア市が設立された。ペルガモン王国最後の王アッタロス3世は133年に死の床に就き、彼の王国は古代ローマ帝国に引き継がれる。この時代はこの地域は沿岸諸都市に住んでいた海賊に支配された。

### ビザンチン時代
中期ビザンチン帝国の時代、アッタリアの町は城壁を越えて成長した。7世紀、アラブのムスリムたちはこの地を支配し始め、これに対してアッタリアはイスラムに対抗するキリスト教十字軍の一角を担う。1148年、ルイ7世の参加した第2回十字軍はアッタリアからシリアに出撃し、リチャード1世の艦隊はキプロス占領前にアッタリアに集結した。
11世紀から12世紀にかけての間、この地にはトルコ人が増えた。それはダニシュメンド朝時代に顕著であった。しかし、1120年から1207年3月までに、アッタリアは再度ビザンチン帝国の領土となった。

### セルジューク・トルコ
この地域は1076年から海岸線に進出し交易拠点を構えたセルジューク朝とビザンチン帝国の争奪戦の舞台となり、幾度と無く支配者が入れ替わった。一時はこの地にクルチ・アルスラーン1世の王宮が作られた。
1220年を最後にビザンチン帝国の時代は終わりを告げ、アッタリアの町にはヴェネツィア人とジェノバ人の貿易商人が住むキリスト教徒居住区と、ムスリム居住区に分けられて発展していくことになる。

### オスマン帝国時代

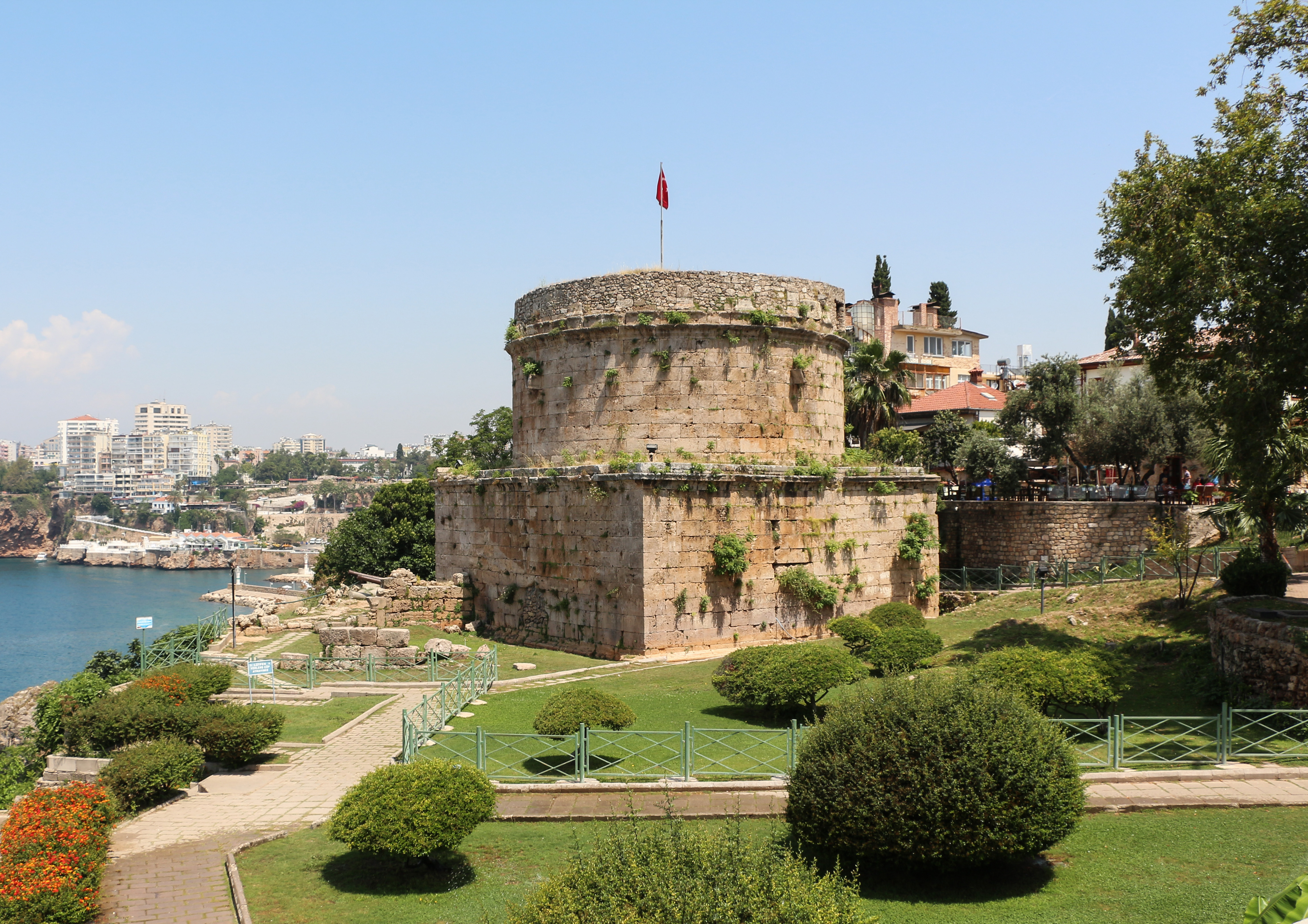
フドゥルルク塔

1432年、アンタルヤはオスマン帝国ムラト2世の治世に落ち着いた。1361年から1373年にかけてキプロス王国の支配を経験するものの、第一次世界大戦終了までオスマン帝国の統治が続いた。この大戦末期、イタリアの支配下を一時的に受けたが、それもトルコ共和国成立の1921年に終わった。

### トルコ共和国
1993年にアンタルヤ市は大都市自治体に指定され、2004年に指定範囲が知事室の周囲半径30kmまでに拡大した。2012年の大都市自治体の指定範囲の拡大により、アンタルヤ県の全域とは同一の範囲となっている。

## 地理
土地の78%程度が山岳地帯であり10%が平地、12%が非平坦地である。トロス山脈は500～3000m級であり、西部のテケ半島は広い高原と河川流域が広がっている。このため、内陸部と海岸線地域では生活様式が大きく違っている。

## 下位自治体
- アクセキ（Akseki）
- アクス（Aksu）
- アランヤ（Alanya）
- デムレ（Demre）
- デシェメアルトゥ（Döşemealtı）
- エルマル（Elmalı）
- フィニケ（Finike）
- ガズィパシャ（Gazipaşa）
- ギュンドームシュ（Gündoğmuş）
- イブラドゥ（İbradı）
- カシュ（Kaş）
- ケメル（Kemer）
- ケペズ（Kepez）
- コンヤールトゥ（Konyaaltı）
- コルクテリ（Korkuteli）
- クムルジャ（Kumluca）
- マナヴガト（Manavgat）
- ムラトパシャ（Muratpaşa）
- セリク（Serik）